# (1678) Hveen
(1678) Hveen est un astéroïde de la ceinture principale.

## Description
(1678) Hveen est un astéroïde de la ceinture principale. Il fut découvert le 28 décembre 1940 à Turku par Yrjö Väisälä. Il présente une orbite caractérisée par un demi-grand axe de 3,16 UA, une excentricité de 0,11 et une inclinaison de 10,2° par rapport à l'écliptique.
L'astéroïde a été nommé en référence à l'île de Hveen, aujourd'hui Ven, lieu des très nombreuses observations astronomiques réalisées sur place par Tycho Brahe entre 1576 et 1597.
L'île est aussi honorée par les astéroïdes (379) Huenna et (499) Venusia.

## Compléments